# Народный артист Украинской ССР
«Народный артист Украинской ССР» (укр. Народний артист Української РСР) — почётное звание Украинской ССР, установленное 22 ноября 1922 года и 13 января 1934 года. Присваивалось Президиумом Верховного Совета Украинской ССР выдающимся деятелям искусства, особо отличившимся в деле развития театра, музыки и кино.
Присваивалось, как правило, не ранее чем через пять лет после присвоения почётного звания «Заслуженный артист Украинской ССР» или «Заслуженный деятель искусств Украинской ССР». Следующей степенью признания было присвоение звания «Народный артист СССР».
Впервые награждение состоялось 12 января 1923 года — обладателем этого звания стала актриса театра Марья Заньковецкая. Последним награждённым в 1991 году стал солист Киевской концертной организации «Киевконцерт» Валерий Захарченко.
С распадом Советского Союза на Украине звание «Народный артист Украинской ССР» было заменено званием «Народный артист Украины», при этом за званием сохранились права и обязанности, предусмотренные законодательством бывших СССР и Украинской ССР о наградах.